# Go Youn-jung
Go Youn-jung, auch Go Yoon-jung geschrieben, (koreanisch 고윤정; * 22. April 1996 in Seoul) ist eine südkoreanische Schauspielerin. Sie wirkt seit ihrem Debüt 2019 vorrangig in Fernsehserien mit und betätigt sich außerdem als Model.

## Leben
Go Youn-jung studierte zeitgenössische Kunst an der Seoul Women’s University und wurde nach ihrem dortigen Abschluss als Model und Schauspielerin bei der Talentagentur MAA Entertainment unter Vertrag genommen. Als Model war sie in der Folgezeit unter anderem für Nike, Giorgio Armani SpA und SK Telecom tätig.
2019 gab Go ihr Debüt als Schauspielerin in der Fernsehserie He Is Psychometric. Von 2020 bis 2023 war sie als Park Yu-ri in den ersten beiden Staffeln von Sweet Home zu sehen. Während sie in der ersten Staffel noch eine tragende Rolle innehatte, trat sie in der zweiten Staffel nur noch als Cameo-Rolle auf. 2021 hatte Go eine Nebenrolle in der Serie Law School. Von 2022 bis 2023 folgte eine Hauptrolle in der Fantasy-Serie Alchemy of Souls. 2022 spielte sie ihre erste Filmrolle in der Spionage-Action-Produktion Hunt von Lee Jung-jae.
2023 war Go als Jang Hee-soo in der auf einem gleichnamigen Webtoon basierenden Fernsehserie Moving zu sehen. Für diese Rolle wurde sie unter anderem bei den Asia Contents Awards & Global OTT Awards als beste Newcomerin sowie mit dem Blue Dragon Series Award ausgezeichnet. Das Magazin Forbes listete Go 2024 auf Rang 36 ihrer Liste Korea Power Celebrity 40 mit den 40 einflussreichsten Prominenten Koreas.

## Filmografie (Auswahl)
- 2019: He Is Psychometric (Saikometeuri geunyeoseok; Fernsehserie, 16 Folgen)
- 2020: The School Nurse Files (Bogeongyosa An Eun-yeong; Fernsehserie, eine Folge)
- 2020–2023: Sweet Home (Seuwiteuhom; Fernsehserie, 11 Folgen)
- 2021: Law School (Roseukul; Fernsehserie, 16 Folgen)
- 2022–2023: Alchemy of Souls (Hwanhon; Fernsehserie, 18 Folgen)
- 2022: Rookie Cops (Neowa na-ui gyeongchalsueop; Fernsehserie, eine Folge)
- 2022: Hunt (Heonteu)
- 2023: Moving (Mubing; Fernsehserie, 20 Folgen)
- 2023–2024: Spiel des Todes (Yijae, Got Jookseummida; Fernsehserie, 8 Folgen)
- 2024: Light Shop (Jomyeonggage; Fernsehserie, eine Folge)